# Michy Batshuayi
Michy Batshuayi-Atunga (Bruxelles, 2 ottobre 1993) è un calciatore belga di origini congolesi, attaccante dell'Eintracht Francoforte e della nazionale belga.

## Biografia
Di origine congolese, possiede il passaporto belga. È il fratello di Aaron Leya Iseka, anch'egli calciatore. I cognomi diversi derivano da una tradizione del Congo, loro paese d'origine, che consente ai genitori di dare ai figli o il cognome del padre o quello della madre.

## Caratteristiche tecniche
È un centravanti, di piede destro, forte fisicamente, potente, agile, è solito fornire sponde ai suoi compagni di squadra per far inserire le ali. Sa difendere bene la palla, inoltre possiede una buona tecnica di base ed è un abile finalizzatore.

## Carriera

### Club

#### Standard Liegi
Ha giocato in massima serie e nelle coppe europee con la maglia dello Standard Liegi. Il suo contratto con la società di Liegi scadeva nel giugno del 2018.

#### Marsiglia
Il 26 giugno 2014 passa per 6 milioni di euro all'Olympique Marsiglia, squadra in cui gioca con regolarità, mettendo a segno, nelle due stagioni disputate con la squadra francese, 33 reti in 78 partite.

#### Chelsea
Il 3 luglio 2016 viene ufficializzato il suo acquisto da parte del Chelsea per 39 milioni di euro, con cui firma un contratto di cinque anni. Il 20 agosto 2016 segna il gol del momentaneo pareggio nella partita vinta 1-2 contro il Watford a Vicarage Road. Nella stessa sfida fornisce a Diego Costa l'assist del definitivo 1-2. L'8 gennaio 2017 ritorna al gol nella partita di FA Cup contro il Peterborough United vinta 4-1 dai Blues. Il 12 maggio segna il suo secondo gol in Premier League contro il West Bromwich, che sancisce la vittoria del titolo con due giornate di anticipo. Il 21 maggio segna la sua prima doppietta coi blues in occasione dell'ultima giornata di campionato vinta per 5-1 contro il Sunderland. Al termine della sua prima stagione ha collezionato tra campionato e coppe 28 presenze e 9 reti, subentrando spesso dalla panchina.
L'anno successivo continua a subentrare dalla panchina facendo da riserva ad Álvaro Morata. Nel mentre ha segnato 2 reti in campionato e 2 in Champions League, di cui una decisiva all'Atletico Madrid nel successo esterno per 2-1 dei Blues all'ultima occasione, prima di venire ceduto a gennaio.

#### Vari prestiti
Il 31 gennaio 2018 si trasferisce al Borussia Dortmund in prestito fino al termine della stagione. Il 2 febbraio, all'esordio con la nuova maglia, mette a segno una doppietta e un assist nel match vinto 3-2 contro il Colonia, rendendosi poi protagonista di un convincente inizio con 5 reti nelle prime 3 partite con la squadra tedesca; due di queste le ha segnate in Europa League nel successo per 3-2 contro l'Atalanta, di cui una (decisiva al 91'). Tuttavia conclude la sua stagione in anticipo il 15 aprile 2018 a seguito della partita contro lo Schalke 04 (persa 2-0) per via di un infortunio.
A fine stagione non viene riscattato e fa ritorno al Chelsea, che lo gira in prestito al Valencia. Il 31 gennaio i due club si accordano per risolvere anticipatamente il prestito e il giocatore passa con la stessa formula al Crystal Palace.

#### Ritorno al Chelsea
Dopo 6 goal in 11 gare, fa ritorno al Chelsea che questa volta lo tiene in squadra anche per via del neo allenatore del club Frank Lampard, salvo poi trovare meno spazio nella seconda parte di stagione, terminando con 6 reti in 24 gare tra campionato e coppe.

#### Altri prestiti
Il 10 settembre 2020 fa ritorno in prestito al Crystal Palace.
Il 18 agosto 2021 rinnova il suo contratto con i blues sino al 2023, e contestualmente viene ceduto nuovamente in prestito, questa volta ai turchi del Beşiktaş con cui mette a segno 14 reti in campionato.

#### La cessione al Fenerbahçe
Il 2 settembre 2022, allo scadere del mercato estivo, si trasferisce a titolo definitivo al Fenerbahçe con cui firma un contratto biennale con opzione per una terza stagione.
Passaggio al Galatasaray e Eintracht Francoforte
Dopo due stagioni passa al Galatasaray, dove dopo sei mesi passa a titolo definitivo al club tedesco dell'Eintracht Francoforte,tornando cosi in Bundesliga, firmando un contratto valido fino al 2027.

### Nazionale
Dopo aver giocato dal 2012 al 2014 nella nazionale belga Under-21, nel marzo 2015 viene convocato dal CT Marc Wilmots, nella nazionale maggiore, dove fa il suo esordio ufficiale il 28 marzo seguente, in occasione delle qualificazioni, contro Cipro entrando al 77º al posto di Christian Benteke, andando inoltre a segno nel vittorioso 5-0 dei Diavoli rossi. Si ripete il 13 novembre seguente, segnando nell'amichevole vinta 3-1 contro l'Italia. Viene convocato per gli Europei 2016 in Francia, nei quali segna un gol nella vittoria per 4-0 agli ottavi contro l'Ungheria.
Successivamente, nonostante avesse rischiato di starne fuori per infortunio, viene convocato ai Mondiali 2018, dove segna un goal nel successo per 5-2 contro la Tunisia.
Partecipa anche al mondiale 2022 segnando il gol vittoria contro il Canada.

## Statistiche

### Presenze e reti nei club
Statistiche aggiornate al 17 maggio 2025.
| Stagione              | Squadra               | Campionato            | Campionato | Campionato | Coppe nazionali | Coppe nazionali | Coppe nazionali | Coppe continentali | Coppe continentali | Coppe continentali | Altre coppe | Altre coppe | Altre coppe | Totale | Totale |
| Stagione              | Squadra               | Comp                  | Pres       | Reti       | Comp            | Pres            | Reti            | Comp               | Pres               | Reti               | Comp        | Pres        | Reti        | Pres   | Reti   |
| --------------------- | --------------------- | --------------------- | ---------- | ---------- | --------------- | --------------- | --------------- | ------------------ | ------------------ | ------------------ | ----------- | ----------- | ----------- | ------ | ------ |
| 2010-2011             | Standard Liegi        | D1                    | 2          | 0          | CB              | 0               | 0               | -                  | -                  | -                  | -           | -           | -           | 2      | 0      |
| 2011-2012             | Standard Liegi        | D1                    | 18+5       | 6          | CB              | 2               | 2               | UCL+UEL            | 1+7                | 0+1                | SB          | 0           | 0           | 33     | 9      |
| 2012-2013             | Standard Liegi        | D1                    | 22+12      | 7+5        | CB              | 2               | 0               | -                  | -                  | -                  | -           | -           | -           | 36     | 12     |
| 2013-2014             | Standard Liegi        | D1                    | 29+9       | 18+3       | CB              | 1               | 0               | UEL                | 10                 | 2                  | -           | -           | -           | 49     | 23     |
| Totale Standard Liegi | Totale Standard Liegi | Totale Standard Liegi | 97         | 39         |                 | 5               | 2               |                    | 18                 | 3                  |             | 0           | 0           | 120    | 44     |
| 2014-2015             | Marsiglia             | L1                    | 26         | 9          | CF+CdL          | 1+1             | 0+1             | -                  | -                  | -                  | -           | -           | -           | 28     | 10     |
| 2015-2016             | Marsiglia             | L1                    | 36         | 17         | CF+CdL          | 5+2             | 2+0             | UEL                | 7                  | 4                  | -           | -           | -           | 50     | 23     |
| Totale Marsiglia      | Totale Marsiglia      | Totale Marsiglia      | 62         | 26         |                 | 9               | 3               |                    | 7                  | 4                  |             | -           | -           | 78     | 33     |
| 2016-2017             | Chelsea               | PL                    | 20         | 5          | FACup+CdL       | 5+3             | 2+2             | -                  | -                  | -                  | -           | -           | -           | 28     | 9      |
| 2017-gen. 2018        | Chelsea               | PL                    | 12         | 2          | FACup+CdL       | 3+5             | 3+3             | UCL                | 4                  | 2                  | CS          | 1           | 0           | 25     | 10     |
| gen.-giu. 2018        | Borussia Dortmund     | BL                    | 10         | 7          | CG              | -               | -               | UEL                | 4                  | 2                  | -           | -           | -           | 14     | 9      |
| 2018-gen. 2019        | Valencia              | PD                    | 15         | 1          | CR              | 3               | 1               | UCL                | 5                  | 1                  |             | -           | -           | 23     | 3      |
| gen.-giu. 2019        | Crystal Palace        | PL                    | 11         | 5          | FACup+CdL       | 0+2             | 1               | -                  | -                  | -                  | -           | -           | -           | 13     | 6      |
| 2019-2020             | Chelsea               | PL                    | 16         | 1          | FACup+CdL       | 2+2             | 1+3             | UCL                | 4                  | 1                  | -           | -           | -           | 24     | 6      |
| Totale Chelsea        | Totale Chelsea        | Totale Chelsea        | 48         | 8          |                 | 20              | 14              |                    | 8                  | 3                  |             | 1           | 0           | 77     | 25     |
| 2020-2021             | Crystal Palace        | PL                    | 18         | 2          | FACup+CdL       | 1+1             | 0               | -                  | -                  | -                  | -           | -           | -           | 20     | 2      |
| Totale Crystal Palace | Totale Crystal Palace | Totale Crystal Palace | 29         | 7          |                 | 4               | 1               |                    | -                  | -                  |             | -           | -           | 33     | 8      |
| 2021-2022             | Beşiktaş              | SL                    | 33         | 14         | TK              | 3               | 0               | UCL                | 5                  | 0                  | ST          | 1           | 0           | 42     | 14     |
| 2022-2023             | Fenerbahçe            | SL                    | 19         | 12         | TK              | 5               | 5               | UEL                | 8                  | 3                  | -           | -           | -           | 32     | 20     |
| 2023-2024             | Fenerbahçe            | SL                    | 27         | 12         | TK              | 3               | 6               | UECL               | 13                 | 6                  | ST          | -           | -           | 43     | 24     |
| Totale Fenerbahçe     | Totale Fenerbahçe     | Totale Fenerbahçe     | 46         | 24         |                 | 8               | 11              |                    | 21                 | 9                  |             | -           | -           | 75     | 44     |
| 2024-gen. 2025        | Galatasaray           | SL                    | 18         | 5          | TK              | 0               | 0               | UCL+UEL            | 2+6                | 2+0                | ST          | 1           | 0           | 27     | 7      |
| gen.-giu. 2025        | Eintracht Francoforte | BL                    | 10         | 3          | CG              | -               | -               | UEL                | 1                  | 0                  | -           | -           | -           | 11     | 3      |
| Totale carriera       | Totale carriera       | Totale carriera       | 368        | 134        |                 | 52              | 32              |                    | 77                 | 24                 |             | 3           | 0           | 500    | 190    |

### Cronologia presenze e reti in nazionale
| Cronologia completa delle presenze e delle reti in nazionale ― Belgio | Cronologia completa delle presenze e delle reti in nazionale ― Belgio | Cronologia completa delle presenze e delle reti in nazionale ― Belgio | Cronologia completa delle presenze e delle reti in nazionale ― Belgio | Cronologia completa delle presenze e delle reti in nazionale ― Belgio | Cronologia completa delle presenze e delle reti in nazionale ― Belgio | Cronologia completa delle presenze e delle reti in nazionale ― Belgio | Cronologia completa delle presenze e delle reti in nazionale ― Belgio |
| Data                                                                  | Città                                                                 | In casa                                                               | Risultato                                                             | Ospiti                                                                | Competizione                                                          | Reti                                                                  | Note                                                                  |
| --------------------------------------------------------------------- | --------------------------------------------------------------------- | --------------------------------------------------------------------- | --------------------------------------------------------------------- | --------------------------------------------------------------------- | --------------------------------------------------------------------- | --------------------------------------------------------------------- | --------------------------------------------------------------------- |
| 28-3-2015                                                             | Bruxelles                                                             | Belgio                                                                | 5 – 0                                                                 | Cipro                                                                 | Qual. Euro 2016                                                       | 1                                                                     | 77’                                                                   |
| 13-11-2015                                                            | Bruxelles                                                             | Belgio                                                                | 3 – 1                                                                 | Italia                                                                | Amichevole                                                            | 1                                                                     | 62’                                                                   |
| 29-3-2016                                                             | Leiria                                                                | Portogallo                                                            | 2 – 1                                                                 | Belgio                                                                | Amichevole                                                            | -                                                                     | 67’                                                                   |
| 28-5-2016                                                             | Ginevra                                                               | Svizzera                                                              | 1 – 2                                                                 | Belgio                                                                | Amichevole                                                            | -                                                                     | 58’                                                                   |
| 31-5-2016                                                             | Bruxelles                                                             | Belgio                                                                | 1 – 1                                                                 | Finlandia                                                             | Amichevole                                                            | -                                                                     | 57’                                                                   |
| 26-6-2016                                                             | Tolosa                                                                | Ungheria                                                              | 0 – 4                                                                 | Belgio                                                                | Euro 2016 - Ottavi di finale                                          | 1                                                                     | 76’                                                                   |
| 1-7-2016                                                              | Lilla                                                                 | Galles                                                                | 3 – 1                                                                 | Belgio                                                                | Euro 2016 - Quarti di finale                                          | -                                                                     | 83’                                                                   |
| 6-9-2016                                                              | Nicosia                                                               | Cipro                                                                 | 0 – 3                                                                 | Belgio                                                                | Qual. Mondiali 2018                                                   | -                                                                     | 74’                                                                   |
| 10-10-2016                                                            | Faro                                                                  | Gibilterra                                                            | 0 – 6                                                                 | Belgio                                                                | Qual. Mondiali 2018                                                   | -                                                                     | 80’                                                                   |
| 5-6-2017                                                              | Bruxelles                                                             | Belgio                                                                | 2 – 1                                                                 | Rep. Ceca                                                             | Amichevole                                                            | 1                                                                     | 46’                                                                   |
| 9-6-2017                                                              | Tallinn                                                               | Estonia                                                               | 0 – 2                                                                 | Belgio                                                                | Qual. Mondiali 2018                                                   | -                                                                     | 81’                                                                   |
| 7-10-2017                                                             | Sarajevo                                                              | Bosnia ed Erzegovina                                                  | 3 – 4                                                                 | Belgio                                                                | Qual. Mondiali 2018                                                   | 1                                                                     | 90+2’                                                                 |
| 10-10-2017                                                            | Bruxelles                                                             | Belgio                                                                | 4 – 0                                                                 | Cipro                                                                 | Qual. Mondiali 2018                                                   | -                                                                     | 56’                                                                   |
| 27-3-2018                                                             | Bruxelles                                                             | Belgio                                                                | 4 – 0                                                                 | Arabia Saudita                                                        | Amichevole                                                            | 1                                                                     | 59’                                                                   |
| 6-6-2018                                                              | Bruxelles                                                             | Belgio                                                                | 3 – 0                                                                 | Egitto                                                                | Amichevole                                                            | -                                                                     | 46’                                                                   |
| 11-6-2018                                                             | Bruxelles                                                             | Belgio                                                                | 4 – 1                                                                 | Costa Rica                                                            | Amichevole                                                            | 1                                                                     | 52’                                                                   |
| 23-6-2018                                                             | Mosca                                                                 | Belgio                                                                | 5 – 2                                                                 | Tunisia                                                               | Mondiali 2018 - 1º turno                                              | 1                                                                     | 68’                                                                   |
| 28-6-2018                                                             | Kaliningrad                                                           | Inghilterra                                                           | 0 – 1                                                                 | Belgio                                                                | Mondiali 2018 - 1º turno                                              | -                                                                     |                                                                       |
| 10-7-2018                                                             | San Pietroburgo                                                       | Francia                                                               | 1 – 0                                                                 | Belgio                                                                | Mondiali 2018 - Semifinale                                            | -                                                                     | 90+1’                                                                 |
| 7-9-2018                                                              | Glasgow                                                               | Scozia                                                                | 0 – 4                                                                 | Belgio                                                                | Amichevole                                                            | 2                                                                     | 46’                                                                   |
| 16-10-2018                                                            | Bruxelles                                                             | Belgio                                                                | 1 – 1                                                                 | Paesi Bassi                                                           | Amichevole                                                            | -                                                                     | 46’                                                                   |
| 15-11-2018                                                            | Bruxelles                                                             | Belgio                                                                | 2 – 0                                                                 | Islanda                                                               | UEFA Nations League 2018-2019 - 1º turno                              | 2                                                                     |                                                                       |
| 18-11-2018                                                            | Lucerna                                                               | Svizzera                                                              | 5 – 2                                                                 | Belgio                                                                | UEFA Nations League 2018-2019 - 1º turno                              | -                                                                     | 65’                                                                   |
| 21-3-2019                                                             | Bruxelles                                                             | Belgio                                                                | 3 – 1                                                                 | Russia                                                                | Qual. Euro 2020                                                       | -                                                                     |                                                                       |
| 24-3-2019                                                             | Nicosia                                                               | Cipro                                                                 | 0 – 2                                                                 | Belgio                                                                | Qual. Euro 2020                                                       | 1                                                                     | 89’                                                                   |
| 8-6-2019                                                              | Bruxelles                                                             | Belgio                                                                | 3 – 0                                                                 | Kazakistan                                                            | Qual. Euro 2020                                                       | -                                                                     | 72’                                                                   |
| 6-9-2019                                                              | Serravalle                                                            | San Marino                                                            | 0 – 4                                                                 | Belgio                                                                | Qual. Euro 2020                                                       | 2                                                                     |                                                                       |
| 13-10-2019                                                            | Astana                                                                | Kazakistan                                                            | 0 – 2                                                                 | Belgio                                                                | Qual. Euro 2020                                                       | 1                                                                     | 11’ 78’                                                               |
| 16-11-2019                                                            | San Pietroburgo                                                       | Russia                                                                | 1 – 4                                                                 | Belgio                                                                | Qual. Euro 2020                                                       | -                                                                     | 77’                                                                   |
| 8-9-2020                                                              | Bruxelles                                                             | Belgio                                                                | 5 – 1                                                                 | Islanda                                                               | UEFA Nations League 2020-2021 - 1º turno                              | 2                                                                     |                                                                       |
| 8-10-2020                                                             | Bruxelles                                                             | Belgio                                                                | 1 – 1                                                                 | Costa d'Avorio                                                        | Amichevole                                                            | 1                                                                     | 68’                                                                   |
| 11-11-2020                                                            | Lovanio                                                               | Belgio                                                                | 2 – 1                                                                 | Svizzera                                                              | Amichevole                                                            | 2                                                                     |                                                                       |
| 30-3-2021                                                             | Lovanio                                                               | Belgio                                                                | 8 – 0                                                                 | Bielorussia                                                           | Qual. Mondiali 2022                                                   | 1                                                                     | 64’                                                                   |
| 3-6-2021                                                              | Bruxelles                                                             | Belgio                                                                | 1 – 1                                                                 | Grecia                                                                | Amichevole                                                            | -                                                                     | 46’                                                                   |
| 21-6-2021                                                             | San Pietroburgo                                                       | Finlandia                                                             | 0 – 2                                                                 | Belgio                                                                | Euro 2020 - 1º turno                                                  | -                                                                     | 76’                                                                   |
| 5-9-2021                                                              | Bruxelles                                                             | Belgio                                                                | 3 – 0                                                                 | Rep. Ceca                                                             | Qual. Mondiali 2022                                                   | -                                                                     | 81’                                                                   |
| 8-9-2021                                                              | Kazan'                                                                | Bielorussia                                                           | 0 – 1                                                                 | Belgio                                                                | Qual. Mondiali 2022                                                   | -                                                                     | 84’                                                                   |
| 7-10-2021                                                             | Torino                                                                | Belgio                                                                | 2 – 3                                                                 | Francia                                                               | UEFA Nations League 2020-2021 - Semifinale                            | -                                                                     | 90+2’                                                                 |
| 10-10-2021                                                            | Torino                                                                | Italia                                                                | 2 – 1                                                                 | Belgio                                                                | UEFA Nations League 2020-2021 - Finale 3º posto                       | -                                                                     |                                                                       |
| 26-3-2022                                                             | Dublino                                                               | Irlanda                                                               | 2 – 2                                                                 | Belgio                                                                | Amichevole                                                            | 1                                                                     | 83’                                                                   |
| 29-3-2022                                                             | Bruxelles                                                             | Belgio                                                                | 3 – 0                                                                 | Burkina Faso                                                          | Amichevole                                                            | -                                                                     | 69’                                                                   |
| 3-6-2022                                                              | Bruxelles                                                             | Belgio                                                                | 1 – 4                                                                 | Paesi Bassi                                                           | UEFA Nations League 2022-2023 - 1º turno                              | 1                                                                     | 67’                                                                   |
| 8-6-2022                                                              | Cardiff                                                               | Belgio                                                                | 6 – 1                                                                 | Polonia                                                               | UEFA Nations League 2022-2023 - 1º turno                              | -                                                                     | 84’                                                                   |
| 11-6-2022                                                             | Cardiff                                                               | Galles                                                                | 1 – 1                                                                 | Belgio                                                                | UEFA Nations League 2022-2023 - 1º turno                              | -                                                                     |                                                                       |
| 14-6-2022                                                             | Varsavia                                                              | Polonia                                                               | 0 – 1                                                                 | Belgio                                                                | UEFA Nations League 2022-2023 - 1º turno                              | 1                                                                     | 67’                                                                   |
| 22-9-2022                                                             | Bruxelles                                                             | Belgio                                                                | 2 – 1                                                                 | Galles                                                                | UEFA Nations League 2022-2023 - 1º turno                              | 1                                                                     | 65’                                                                   |
| 25-9-2022                                                             | Amsterdam                                                             | Paesi Bassi                                                           | 1 – 0                                                                 | Belgio                                                                | UEFA Nations League 2022-2023 - 1º turno                              | -                                                                     | 46’                                                                   |
| 18-11-2022                                                            | Al Kuwait                                                             | Belgio                                                                | 1 – 2                                                                 | Egitto                                                                | Amichevole                                                            | -                                                                     | 46’                                                                   |
| 23-11-2022                                                            | Al Rayyan                                                             | Belgio                                                                | 1 – 0                                                                 | Canada                                                                | Mondiali 2022 - 1º turno                                              | 1                                                                     | 79’                                                                   |
| 27-11-2022                                                            | Doha                                                                  | Belgio                                                                | 0 – 2                                                                 | Marocco                                                               | Mondiali 2022 - 1º turno                                              | -                                                                     | 75’                                                                   |
| 20-6-2023                                                             | Tallinn                                                               | Estonia                                                               | 0 – 3                                                                 | Belgio                                                                | Qual. Euro 2024                                                       | -                                                                     | 69’                                                                   |
| 9-9-2023                                                              | Mərdəkan                                                              | Azerbaigian                                                           | 0 – 1                                                                 | Belgio                                                                | Qual. Euro 2024                                                       | -                                                                     | 66’ 90+3’                                                             |
| 15-11-2023                                                            | Lovanio                                                               | Belgio                                                                | 1 – 0                                                                 | Serbia                                                                | Amichevole                                                            | -                                                                     | 67’                                                                   |
| 23-3-2024                                                             | Dublino                                                               | Irlanda                                                               | 0 – 0                                                                 | Belgio                                                                | Amichevole                                                            | -                                                                     | 46’                                                                   |
| 26-3-2024                                                             | Londra                                                                | Inghilterra                                                           | 2 – 2                                                                 | Belgio                                                                | Amichevole                                                            | -                                                                     | 82’ 90+5’                                                             |
| Totale                                                                |                                                                       | Presenze                                                              | 55                                                                    |                                                                       | Reti (7º posto)                                                       | 27                                                                    |                                                                       |

## Palmarès

### Club
- Campionato inglese: 1

Chelsea: 2016-2017
- Supercoppa di Turchia: 1

Besiktas: 2021
- Coppa di Turchia: 1

Fenerbahçe: 2022-2023